# 474

## Догађаји
- Глицерије је прогнан у Далмацију (Балкан) и постаје епископ Салоне. Ни Сенат ни гало-римска аристократија се не одлучују на отпор, а Непот прихвата царски пурпур.
- Зима – Зенон шаље посланство, да закључи мир са краљем Генсерихом. Успева у договору са Вандалима, да обезбеди трговачке путеве у Средоземном мору.
- Направљена је статуа стојећег Буде из Сарнатха, Утар Прадеш, (током периода Гупта). Сада се чува у музеју Сарнатх у Индији.

### Јануар
- 18. јануар – Цар Лав I умире од дизентерије у Цариграду, после 17-годишње владавине. Наслеђује га његов 7-годишњи унук Лав II, који накратко постаје владар Византијског царства.

### Фебруар
- 9. фебруар – Зенон, отац Лава II, крунисан је за ко-цара (Август). Он влада царством заједно са својим сином и стабилизује источну границу.

### Јун
- 24. јун – Јулије Непот стиже на Порт, и креће на Равену. Приморава Глицерија да се одрекне престола, и проглашава се за цара Западног римског царства.

### Новембар
- 17. новембар – Лав ИИ умире од непознате болести (вероватно отроване од његове мајке Аријадне), после 10 месеци владавине. Зенон постаје једини источни цар.

## Смрти
- Википедија:Непознат датум — Теодемир - Остроготски краљ.

- 18. јануар — Лав I, византијски цар (р. 401.)

- 17. новембар — Лав II, византијски цар (р. 467.)